# Parque nacional de las Cevenas
El Parque Nacional de las Cevenas (en francés Parc National des Cévennes) es un parque nacional francés que cubre la región natural de las Cevenas, situada principalmente en los departamentos de Lozère (48) y de Gard (30), así como en menor parte en Ardèche (07) y en Aveyron (12). Se extiende por lo tanto por tres regiones: Languedoc-Rosellón, Mediodía-Pirineos y Ródano-Alpes. Su sede social se encuentra en Florac en su castillo.
El parque nacional de las Cevenas presenta varias particularidades que lo distinguen de los otros parques nacionales de Francia. Es el único parque en zona terrestre situado en media montaña y cuya zona central de protección posee una población de residentes permanentes. Otra diferencia importante es que contrariamente a los otros parques la caza está regulada pero no prohibida en el territorio del parque, incluso en la zona central. Por esta razón, el parque nacional de las Cevenas está clasificado en la categoría V de las áreas protegidas de la IUCN, mientras que los otros parques nacionales de Francia pertenecen a la categoría II.

## Geografía

### Situación y descripción general

Mapa del parque

Único parque nacional francés de media montaña, el espacio del parque nacional de las Cevenas se divide en dos zonas principales: una zona central y una zona periférica. Un sector más vasto llamado reserva de la biosfera viene a englobar las dos zonas formando el corazón del parque en 1985.
El parque propiamente dicho constituye un espacio de 321 380 ha y reagrupa 117 comunas. Aloja por este hecho una población permanente significativa: 41 000 personas viven en la zona periférica y 591 en la zona central de conservación. Los habitantes son esencialmente ganaderos.
El territorio del parque se extiende al oeste sobre las Grands Causses, vastas mesetas calcáreas con clima atlántico. Al este, los valles cevenenses esquitosos se extienden por el monte Aigoual, el monte Lozère y los valles de los Gardons. Los pisos de vegetación se extienden desde el piso mesomediterráneo por todas las gargantas del sudoeste, hasta el piso subalpino en el monte Lozère.

### Relieve
El parque está situado sobre las tierras altas (más de 1000 m) en altitud media, verdaderos balcones del Mediterráneo, del monte Lozère al monte Aigoual, del extremo de las Grands Causses a los valles cevenenses.
La altitud del parque varía desde los 378 m (valle francés) a los 1699 m en el pico de Finiels (monte Lozère).

### Clima
El parque tiene tres influencias climáticas: oceánico, mediterráneo y continental. La geografía del vasto territorio explica la diversidad de climas que allí se encuentran.
En el valle del Ródano, la temperatura media pasa progresivamente de los 12° en Lyon a los 15° en Arlés. Sin embargo, este importante corredor es barrido por dos fuertes vientos que provocan bruscos y repentinos cambios de temperatura: el mistral, viento de NO, cuya violencia crece a medida que se desciende el valle; el viento de mediodía, menos frecuente, aunque bastante violento; Aunque uno es glacial y el otro abrasador, ambos tienen la propiedad de secar el ambiente y de hacerlo de manera increíblemente transparente.
La cuenca del Puy en Velay goza de un clima muy suave (13°) con respecto a la altitud de la ciudad de Puy en Velay (625 m.), pero en las montañas de Velay como en las de Gévaudan, de la Margeride y de l'Aubrac, el clima depende sobre todo de la altitud; en torno a los 1000 m, la temperatura media cae a 8°, mientras que las lluvias alcanzan a 1 m. 50 de alto; y no debemos perder de vista que la mayoría de las aldeas que pueblan estas montañas levemente inclinadas están entre 900 y 1000 m de altitud. Durante el invierno, naturalmente, estas regiones están enterradas bajo la nieve, una nieve que los vientos del O someten a las alternativas del deshielo. Pero los vientos del N y del E la hacen una verdadera Siberia. Los veranos son calurosos, teniendo en cuenta la altitud.

### Hidrología
La hidrografía se divide en dos sistemas: la vertiente mediterránea (cuenca del Ródano, costas mediterráneas) y la vertiente atlántica (cuenca del Garona).
De igual importancia, estas dos vertientes cortan la zona central. El límite de la divisoria de las aguas, cuyo punto más bajo se sitúa en el puerto de Jalcreste (832 m) corresponde al eje suroeste-noreste de las Cevenas.
Una de las características de los ríos es la longitud lineal y la densidad de los afluentes que contribuyen a una densa red de ríos. Esta hidrografía es muy contrastada:
-red rara y sinuosa entre los vastos espacios kársticos de piedra caliza, en el oeste;
-red dendrítica (densa y bien jerarquizada «en árbol») para los macizos metamórficos y graníticos en el centro y en las Cevenas mediterráneas, donde se disciernen los valles paralelos característicos de este espacio.

### Distribución departamental
|                                         | Lozère       | Gard         | Ardèche     | Aveyron    | Total         |
| --------------------------------------- | ------------ | ------------ | ----------- | ---------- | ------------- |
| Zona central (1)                        | 74 600 82 %  | 16 670 18 %  | 0 %         | 0 %        | 91 270 100 %  |
| Zona periférica (2)                     | 124 120 54 % | 83 110 36 %  | 22 880 10 % | 0 %        | 230 110 100 % |
| Espacio Parque (1)+(2)                  | 198 720 62 % | 99 780 31 %  | 22 880 7 %  | 0 %        | 321 380 100 % |
| Reserva de la biosfera                  | 184 000 57 % | 115 000 36 % | 7650 2 %    | 14 280 5 % | 320 930 100 % |
| Espacio Parque + reserva de la biosfera | 206 200 56 % | 124 800 34 % | 24 360 6 %  | 14 280 4 % | 369 640 100 % |

## Población
Único parque nacional de Francia cuya zona central alberga residentes permanentes, el parque nacional de las Cevenas cuenta con una población de 41 000 habitantes permanentes, de los cuales 600 están en la zona central. La densidad de población en el conjunto del parque es de 12,7 hab/km² y de 0,65 hab/km² en su zona central.

## Historia

### El protestantismo y las Cevenas
El país de las Cevenas poseyó una identidad fuerte, y fue la cuna de la insurrección de los camisards durante la revocación del edicto de Nantes y la persecución que siguió contra el protestantismo. Numerosos testimonios de la guerra de los camisards en las Cevenas jalonan las ciudades y pueblos del parque nacional.

### Los orígenes del parque

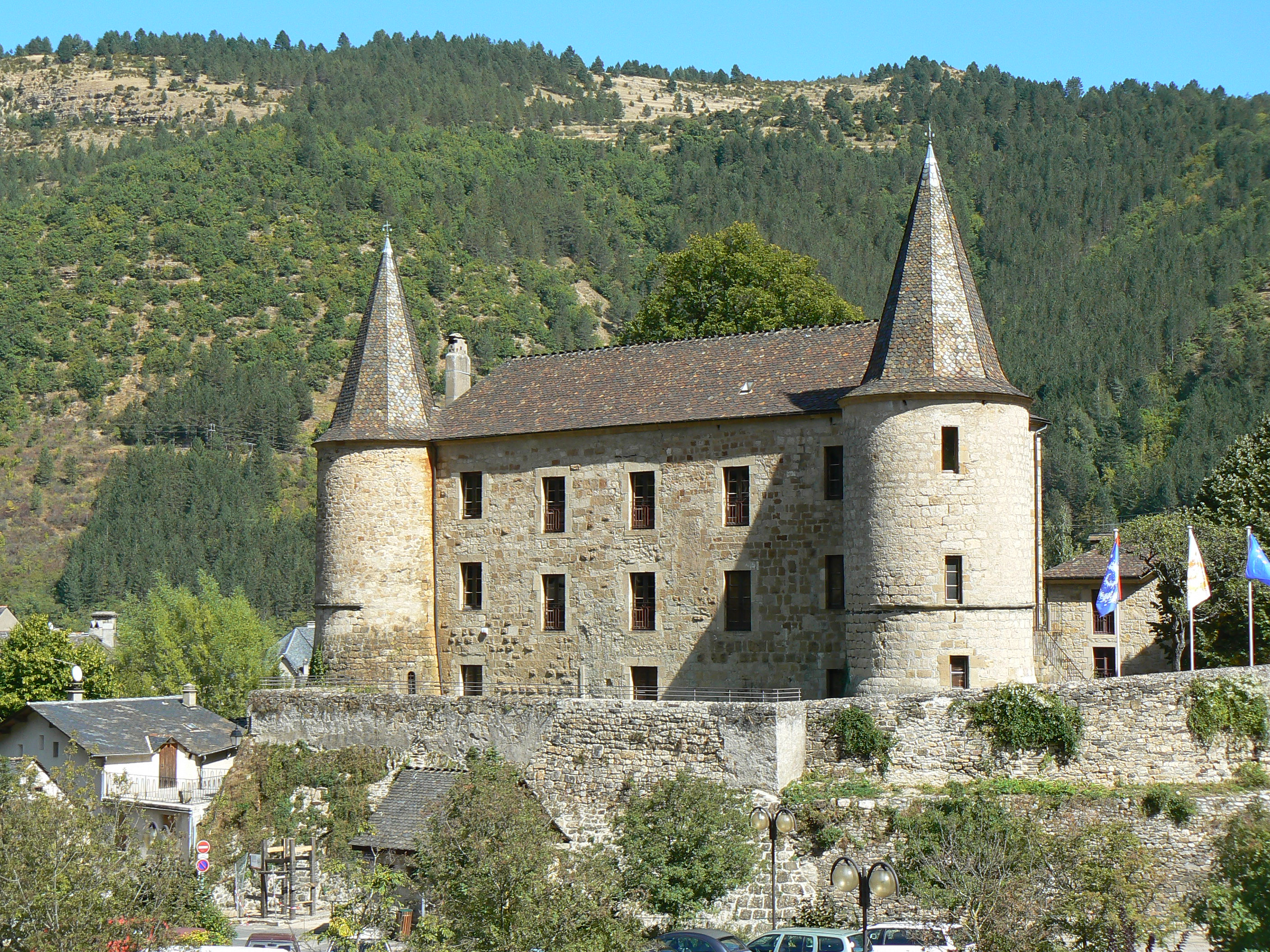
El castillo de Florac, sede del parque.

Los patrimonios natural y cultural de las Cevenas son conocidos al menos desde el siglo XIX, gracias a autores como el inglés Robert Louis Stevenson que participan en la popularización de la región, gracias a la publicación de su obra «Viajes con una burra por los montes de Cévennes» en 1879, relato de su viaje de 12 días y 195 km a través de Lozère.
En 1913, el espeleólogo Édouard-Alfred Martel, uno de los padres de la espeleología moderna publica un artículo en la revista Montagne, donde propone clasificar de parque nacional una zona que comprende las gorges de la Borne en Ardèche y una gran parte de las Causses Noir y Méjean. El Club Cévenol y otras asociaciones constituidas a principios del siglo XIX reclaman igualmente la creación de un parque nacional a fin de preservar el patrimonio de la región. Frente al éxodo rural masivo que conoce la región, el Consejo general de Lozère reactivará esta idea después de la Segunda Guerra Mundial en 1956.
En 1957, se crea la «Association du Parc National Culturel des Cévennes» de la fusión de dos grupos portadores del proyecto de creación del parque nacional: la «association du Parc Cévennes-Lozère» creada en 1953 y animada por el maestro Bieau, reconocida en Florac y en Mende, y la «Confrérie des Amis des Sources», creada en 1955 por dos notables locales, los doctores Pellet y Richard.
Durante la redacción del proyecto de ley sobre los parques nacionales franceses de 1960, la association du Parc national culturel des Cévennes jugó el papel de un grupo de presión con el fin de asegurarse que las especificidades del territorio de las Cevenas serían tomadas en cuenta; aunque los otros parques nacionales no tienen población permanente residente en la zona central, la asociación tuvo que asegurarse que la presencia de residentes permanentes de la futura zona central del parque de las Cevenas no perjudicará al proyecto de creación del parque.
Después de haber defendido el proyecto de parque ante los responsables nacionales, y presentado a los habitantes locales los beneficios que se sacan de una estructura como un parque nacional para luchar contra el despoblamiento de las Cevenas, el Consejo nacional de la protección de la naturaleza emitirá un aviso favorable a la creación del parque nacional de las Cevenas el 7 de noviembre de 1962.
El parque nacional de las Cevenas será oficialmente creado por el decreto n°70-777 de 2 de septiembre de 1970. Es el cuarto parque nacional en ver la luz desde la ley de 1960 que instituye los parques nacionales de Francia, después del de la Vanoise, el Parque Nacional de Port-Cros y el Parque Nacional de los Pirineos Occidentales.

### 1985: reserva de la biosfera de la UNESCO
La reserva de la biosfera de las Cevenas, creada en 1985, está hermanada con la reserva de la biosfera del Montseny en Cataluña.

### Las tensiones y las oposiciones al parque
Desde antes de la creación del parque nacional, los oponentes a este proyecto han querido dar a entender su voz contra este proyecto. La asociación «Terre cévenole» fue creada en 1967. Los argumentos adelantados por la asociación son el temor de ver los derechos y propiedades privadas disminuidos por la estructura del parque nacional. La puesta en marcha de un parque nacional conducirá a desposeer las administraciones locales de una parte de su poder. Según Terres Cévenoles, crear un parque nacional en las Cevenas es inútil para arreglar los problemas socioeconómicos locales, como el abandono rural, el paro y la despoblación de los pueblos.
La misión de estudio para la creación del parque, creada en 1967 por el gobierno, demasiado alejada de las realidades del país cevenense, tomará el partido de adaptar el proyecto de parque al texto de ley de los parques nacionales, en vez de reconocer las características originales de las Cevenas. Un folleto de información editado por la misión de estudio provocará fuertes reacciones entre los habitantes concernidos por el proyecto de parque. A propósito de la población del parque, calculada entonces en 450 habitants, es objeto de estos comentarios en el folleto:
«Esta cifra es aún más insignificante cuando la media de edad varía entre 65 y 80 años. [...] También la vida agrícola tradicional, si bien noble e interesante, está condenada en el interior de la zona del parque.»
Durante las consultas públicas, las administraciones locales que estarán situadas en la zona periférica se expresaron mayoritariamente a favor del proyecto, un 78,5%, contra un 21,5% de oposición. El resultado es en cambio bastante menos dividido para las comunas cuyo territorio está situado en el que formará la zona central. En Lozère, 22 administraciones se expresan por el proyecto de parque, contra 17 votos desfavorables, y en Gard, 5 administraciones están a favor, y 7 se oponen.
En 1969, Terre Cévenole dirige un panfleto contra la organización del parque nacional de las Cevenas, entonces en curso de creación, al Consejo nacional de la protección de la naturaleza, que debatirá y responderá durante la sesión de 18 de noviembre de 1969.

## Gestión y administración

### El establecimiento público «Parque Nacional de las Cevenas»
El parque nacional de las Cevenas está gestionado por un establecimiento público, puesto bajo la tutela del ministerio francés del medio ambiente. La gestión del parque está asegurada por un consejo de administración, presidido por Jean-Paul Pottier. El consejo está ayudado en su tarea por un consejo científico de 20 miembros y por diferentes comisiones especializadas, dentro de los dominios de la agricultura, de la arquitectura y los emplazamientos, la cinegética, la gestión piscícola, el turismo y la acción cultural y asociativa. El director que aplica las decisiones del consejo y gestiona el establecimiento anima un equipo de agentes de terrenos y personal de servicios especializados. En enero de 2006, el parque contaba con 77 puestos.

### Hermanamiento entre parques
El parque nacional de las Cevenas está hermanado cos dos parques naturales:
- Parque Nacional de Saguenay (Canadá) desde el 5 de julio de 1984
- Parque natural del Montseny (España) desde el 25 de noviembre de 1987

#### Parque nacional de Saguenay
El parque quebequés de Saguenay, situado cerca de la ciudad del mismo nombre, en la región de Saguenay–Lac-Saint-Jean, está hermanado desde el 5 de julio de 1984 con el parque nacional de las Cevenas.

### Otras zonas protegidas dentro del parque
Reserva natural voluntaria de Combe Chaude: 79 ha (de las cuales 20 ha están en Hérault)

## Medio natural

### Fauna
La variedad de biotopos (bosques, páramos, estepas y pastos) ha permitido el desarrollo de una fauna diversificada. El parque tiene 2410 especies de animales inventariadas, el 45% de los vertebrados de Francia.

### Flora
2656 especies vegetales inventariadas, de las cuales 35 están protegidas y 21 son endémicas.

## Actividades de exploración

### El camino de Stevenson

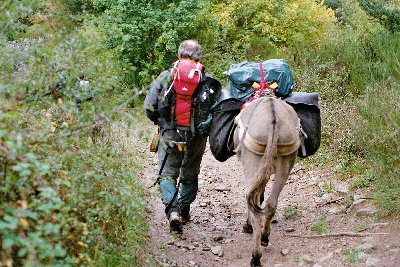
Senderista con un asno en el Camino de Stevenson GR70.

El camino de Stevenson es el nombre dado al sendera de gran recorrido n.º 70 (GR 70), en referencia al recorrido efectuado en compañía de una burra a través de las Cevenas, por el escritor escocés Robert Louis Stevenson.

### El mirador de los buitres
Una terraza de observación ha sido instalada con el fin de poderlos observar mejor volando en las gargantas en total libertad.